# Guillaumes
Guillaumes (okzitanisch Guilhèumes, italienisch Guglielmi) ist eine französische Gemeinde im Département Alpes-Maritimes in der Region Provence-Alpes-Côte d’Azur. Sie gehört zum Arrondissement Nizza und zum Kanton Vence. Die Bewohner nennen sich Guillaumois.

## Geographie
Guillaumes liegt in den französischen Seealpen. Die angrenzenden Gemeinden sind Saint-Étienne-de-Tinée (Berührungspunkt) im Norden, Péone im Nordosten, Beuil im Osten, Puget-Rostang (Berührungspunkt) im Südosten, Auvare und La Croix-sur-Roudoule im Süden, Daluis im Südwesten, Sauze und Villeneuve-d’Entraunes im Westen sowie Châteauneuf-d’Entraunes im Nordwesten.

## Bevölkerungsentwicklung
| Jahr      | 1962 | 1968 | 1975 | 1982 | 1990 | 1999 | 2006 | 2014 |
| --------- | ---- | ---- | ---- | ---- | ---- | ---- | ---- | ---- |
| Einwohner | 626  | 594  | 558  | 546  | 533  | 589  | 697  | 656  |

## Sehenswürdigkeiten
Siehe: Liste der Monuments historiques in Guillaumes

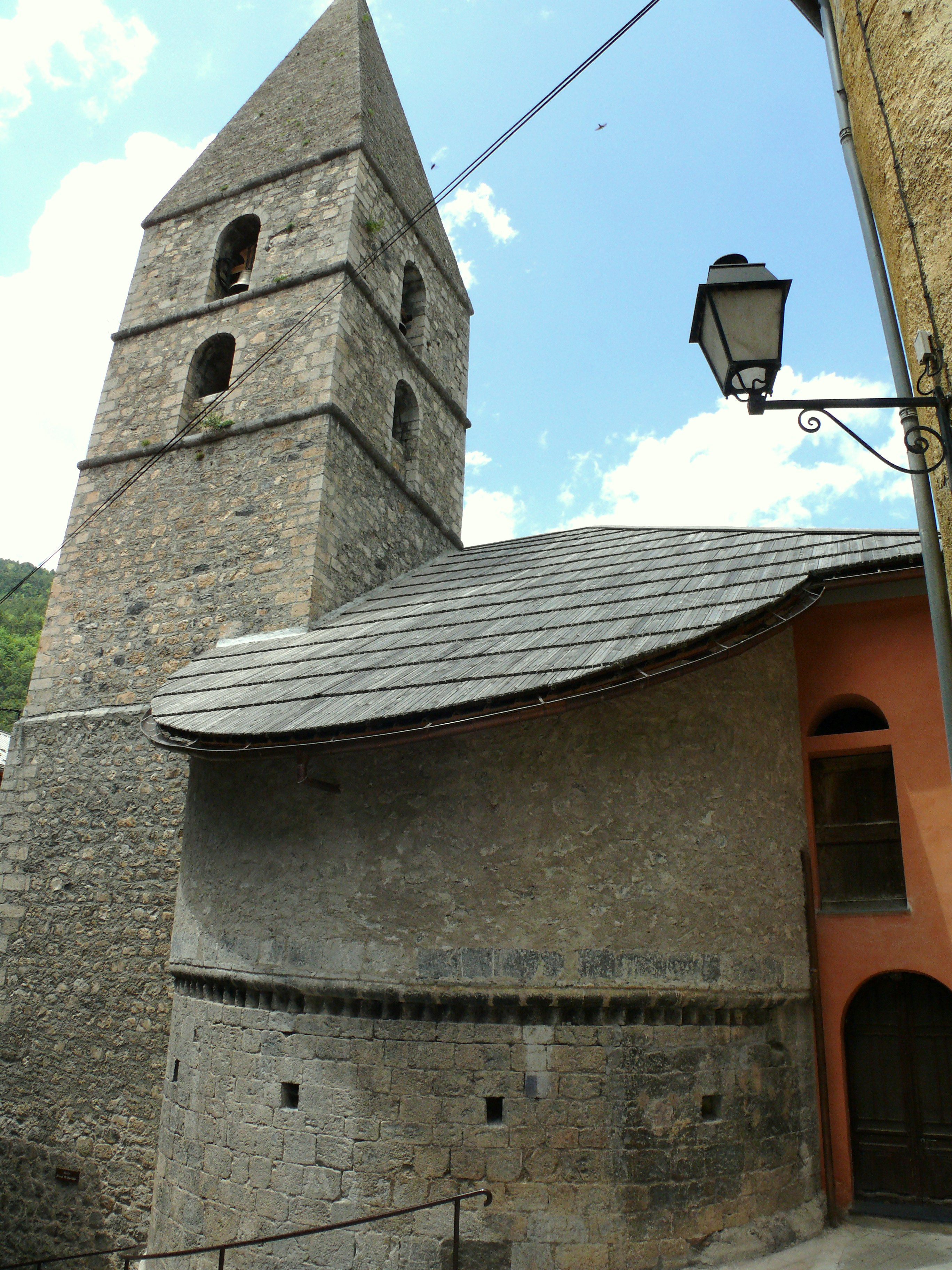
Kirche Saint-Pierre
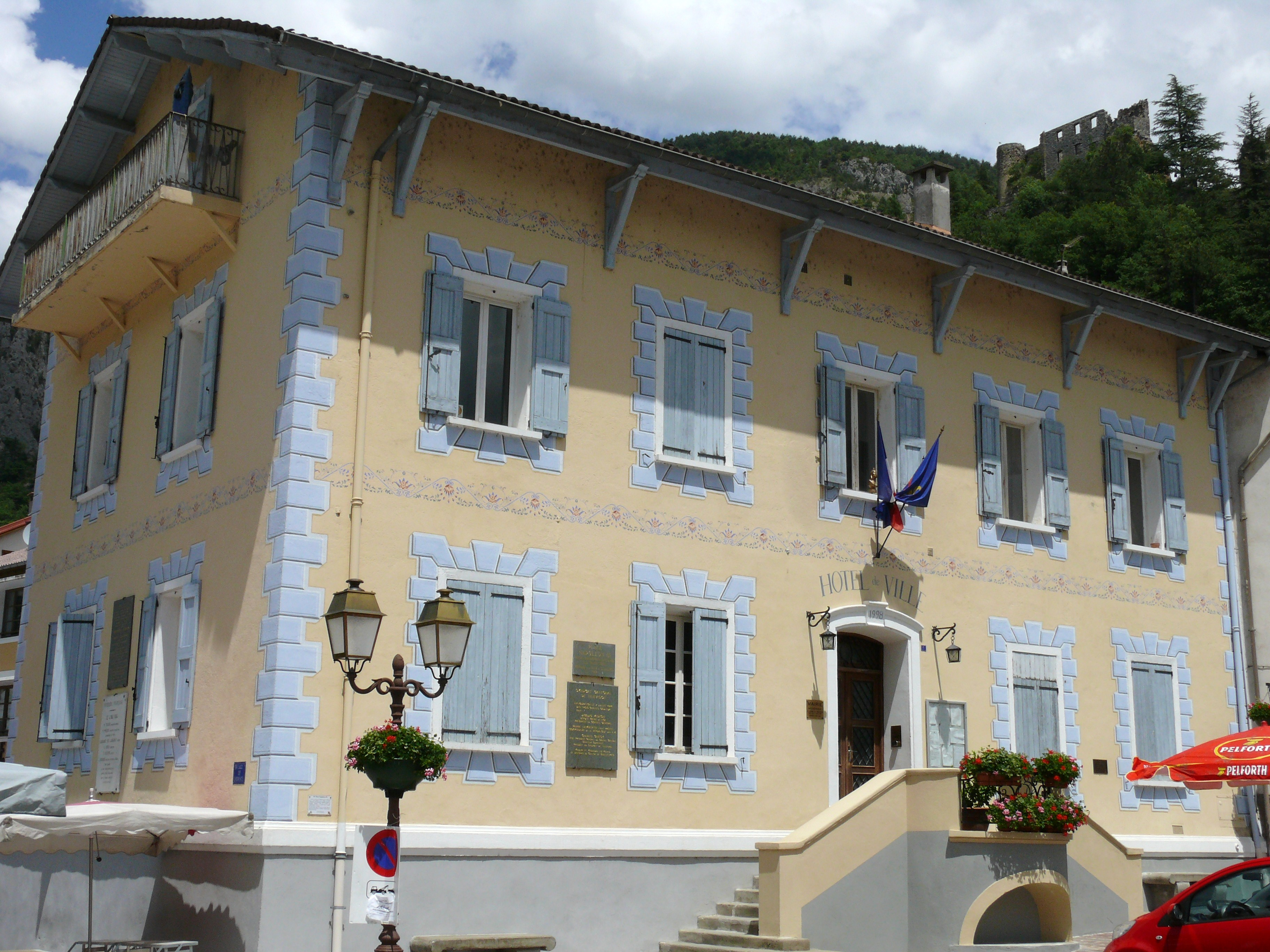
Mairie